# Steve Lacy (saxophoniste)
Pour l’article homonyme, voir Steve Lacy.
Steve Lacy, de son vrai nom Steven Norman Lackritz, est un saxophoniste et un compositeur de jazz né le 23 juillet 1934 à New York et mort le 4 juin 2004 à Boston.
Il a débuté par le jazz traditionnel (le Dixieland) avant de s'engager dans le free jazz avec Cecil Taylor. C'est avec lui qu'il découvre Thelonious Monk, sa grande source d'inspiration. Il a longtemps vécu en Europe et en particulier à Paris. Il collabore avec entre autres le pianiste  Tchangodei au milieu des années 1980 (Albums "The Bow" et "The Wasp"), et le batteur Oliver Johnson (1944-2002).[style à revoir]

## Parcours
Steve Lacy entre dans le monde de la musique et du jazz par le biais de la photographie, en réalisant des portraits, dont des portraits de musiciens de jazz new-yorkais.
Au début des années 1950, Steve Lacy commence à devenir musicien professionnel. Il joue du jazz traditionnel dans des clubs, et apprend les bases de cette musique avec le clarinettiste Cecil Scott, de trente ans son aîné. Il joue de la clarinette, de la flûte et du saxophone, en compagnie de quelques grandes figures telles que Pee Wee Russell, Rex Stewart, Dickie Wells.« J'ai même accompagné Willie "The Lion" Smith, j'adorais cette musique, j'apprenais tout ce qui avait trait à elle », reconnaît-il. Il écoute également les nouveaux venus et le bebop qui prospère.
Mais la rencontre décisive est celle avec le pianiste Cecil Taylor avec qui il joue régulièrement de 1953 à 1959. « Il m'a tout appris » dit Steve Lacy de Cecil Taylor, « Fats Navarro, Bud Powell, Charlie Parker... Je ne connaissais même pas Stravinsky ». Il se spécialise dans le même temps sur un instrument bien spécifique, le saxophone soprano, et devient un des interprètes de référence de cet instrument, un peu dédaigné par les autres saxophonistes de jazz. Cecil Taylor lui fait découvrir un autre pianiste, Thelonious Monk, également compositeur, à qui il consacre une grande partie de ses enregistrements, dont les premiers vinyles, et qu'il accompagne plusieurs mois en 1960. Steve Lacy, entré à plain pied dans le monde du free jazz, fonde ensuite avec le tromboniste Roswell Rudd un quartet qui de 1961 à 1964 interprète la musique de Monk. Steve Lacy multiplie les collaborations et enregistre notamment avec le compositeur, pianiste et chef d'orchestre Gil Evans.
Après un court séjour en Argentine, il part pour l'Europe, celle-ci se montrant au moins aussi accueillante au free jazz et au jazz expérimental que les États-Unis. Il commence à jouer en Suède et en Italie avec Don Cherry, Carla Bley, et Enrico Rava. En 1968, il s'installe à Rome, où il rencontre Irene Aebi, qui devient son inspiratrice et sa collaboratrice comme chanteuse et violoniste et qu'il épousera en 1993.
Au début des années 1970, il s'installe à Paris et y constitue un groupe, dont la composition varie mais auquel collabore notamment le contrebassiste Kent Carter (en) auquel succédera Jean-Jacques Avenel, le saxophoniste Steve Potts, le batteur Oliver Johnson et le pianiste Bobby Few, auxquels se joint Irene Aebi. Steve Lacy met en musique des textes de Lao Tseu, de Brion Gysin, et des écrivains de la Beat Generation, Jack Kerouac, Gregory Corso, William Burroughs, mais aussi Robert Creeley. Un de ses lieux privilégiés à Paris est l'American Center, institution culturelle et artistique alors particulièrement dynamique.
À la fin des années 1990, Steve Lacy veut quitter Paris. Il réside un moment à Berlin et y crée un opéra en 1997, The Cry, sur un texte de Taslima Nasreen. En 2001, il retourne vivre aux États-Unis. Il y enseigne au département jazz d'un conservatoire bien connu de Boston, The New England Conservatory.

## Influences
Steve Lacy a été profondément marqué par les compositions de Thelonious Monk, que Cecil Taylor lui fait découvrir dès ses premières années comme musicien professionnel, et auprès duquel il a évolué, pendant quelques mois, en quintette et en big band. Il a enregistré régulièrement, tout au long de son parcours les œuvres de Monk. Duke Ellington l'a également inspiré : « Il fut ma première inspiration » dit-il même de ce musicien. Dès 1957, sur un de ses vinyles, Soprano Sax, en compagnie notamment de Wynton Kelly, il inclut deux morceaux du grand Duke, Rockin'In Rhythm et Daydream. De même consacre-t-il un de ses derniers enregistrements, en 2002, 10 of Dukes & 6 Originals, à dix morceaux de Duke Ellington. Steve Lacy a été également constamment à l'écoute des interférences entre littérature et musique.

## Discographie
Elle comprend environ 200 références, dont :
- Soprano Sax (1957)
- Reflections: Steve Lacy Plays Thelonious Monk (en) (1959, New Jazz/OJC)
- The Straight Horn of Steve Lacy (1960)
- Evidence (1961)
- School Days (1963)
- Disposability (1965)
- Jazz Realities (1966)
- Sortie (1966)
- Zvatsha (unissued, 1966)
- The Forest et The Zoo (1967)
- Roba (1969)
- Moon (1969)
- Epistrophy (1969)
- Stations (1970)
- Wordless (1971)
- Lapis (1971)
- The Gap (1972)
- Solo (1972)
- Live in Lisbon: Estilhacos (1972)
- Flaps, avec Franz Koglmann (1972)
- The Crust (1973)
- Scraps (1974)
- Saxophone Special (1974)
- Flakes (1974)
- Lumps (1974)
- Straws (1975)
- Dreams (1975)
- Torments (1975)
- Stalks (1975)
- Solo at Mandara (1975)
- The Wire (1975)
- Distant Voices (1975)
- Axieme (1975)
- Stabs (1975)
- Opium for Franz, avec Bill Dixon (1975)
- Clangs, avec Andrea Centazzo (1976)
- Trickles (1976)
- Tao (1976)
- Sidelines, avec Michael Smith (1977)
- Company, vol.4, avec Derek Bailey (1976)
- Trio Live (1976)
- Raps (1977)
- Follies (1977)
- Threads (1977)
- Clinkers (1977)
- Stamps (1977)
- Catch (1977)
- The Owl (1977)
- Shots (1977)
- Points (1978)
- The Woe/Crops (1979)
- The Way (1979)
- Eronel (1979)
- Troubles (1979)
- Duo: Alter Ego, avec Walter Zuber Armstrong (1979)
- Duo: Call Notes, avec Walter Zuber Armstrong (1979)
- Capers (1981)
- Tips (1981)
- Songs (1981)
- Ballets (1981)
- At Jazzwerkstatt Peitz (1981)
- The Flame (1982)
- Live at the Bimhuis (1982) (en duo avec Mal Waldron)
- Regeneration (1982) (avec Roswell Rudd)
- Live at Dreher, Paris 1981, duo avec Mal Waldron (1983 sous le titre Snake-Out, 2003 pour le CD)
- Blinks (1984)
- Prospectus (1984)
- Futurities (1985)
- Chirps (1985)
- The Condor (1986)
- Outings (1986)
- Hocus-Pocus (1986)
- Deadline (1987)
- Only Monk (en) (1987, Soul Note)
- The Kiss (1987)
- The Gleam (1987)
- Dutch Masters, avec Misha Mengelberg, Han Bennink, George Lewis, Ernst Reijseger (1987)
- Explorations, avec Subroto Roy Chowdury (1987)
- Live in Budapest, avec Steve Potts (1987)
- The Amiens Concert, avec Eric Watson et John Lindberg (1987)
- Paris Blues, avec Gil Evans (1987)
- Momentum (1987)
- The Window (1988)
- Image (1989)
- The Door (1989)
- Morning Joy (1990)
- Anthem (1990)
- Rushes: Ten Songs from Russia (1990)
- Steve Lacy Solo (1991)
- More Monk (en) (1991, Soul Note)
- Flim-Flam (1991)evid
- Itinery (1991)
- Remains (1992)
- Live A Sweet Basil (1992)
- Spirit of Mingus (1992)
- We See (1993)
- Vespers (1993)
- Three Blokes, avec Evan Parker et Lol Coxhill (1994)
- The Rendezvous, avec Barry Wedgle (1994)
- Revenue (1995)
- Packet (1995)
- Actuality (1995)
- Bye-Ya (1996)
- Five Facings (1996)
- Associates (1996)
- Blues for Aida (1996)
- 5 x Monk 5 x Lacy (1997)
- Live at Unity Temple (1998)
- Sands (1998)
- The Cry (1999)
- The Rent (1999)
- The Joan Miro Foundation Concert (1999)
- Monk's Dream (1999)
- Snips (2000)
- Hooky (2000)
- Best Wishes (2001)
- The Holy La (2002)
- 10 of Dukes & 6 Originals (2002)
- The Beat Suite (2003)
- Materioso (Monk's Moods) (2003)
- New Jazz Meeting Baden-Baden 2002 (2004)

## Musique de film
- Steve Lacy est l'interprète soliste de la musique composée par Jeff Cohen pour le film de Bernard Stora, Consentement mutuel sorti en 1994[6].

### Ouvrages
- Steve Lacy, Conversations, (édité par Jason Weiss), Duke University Press, Duhram and London, 290 p., 2006  (ISBN 0-8223-3815-7 et 9780822338154). Introduction par Jason Weiss. Panorama de la carrière de Steve Lacy à travers une trentaine d'interviews, qui s'étalent de 1965 à 2004, dont seize menées par des journalistes français - puisque Steve Lacy, a vécu, joué et composé à Paris pendant trente ans. Contient aussi des écrits de Steve Lacy.
- Steve Lacy, Findings (My experience with the soprano saxophone), éditions Outre-Mesure, Paris, 2001,  (ISBN 2907891081 et 978-2907891080).

### Articles de journaux
- Thierry Jousse, « Steve Lacy - Scratching the seventies », Les Inrockuptibles,‎ 30 novembre 1996 (lire en ligne).
- Serge Loupien, « JAZZ. Le saxophoniste américain produit lui-même «The Cry», à partir de textes de Taslima Nasreen. Le jam opéra de Steve Lacy. The Cry. », Libération,‎ 3 avril 1997 (lire en ligne).
- « Steve Lacy veut quitter Paris. », Libération,‎ 5 février 1999 (lire en ligne).
- Serge Loupien, « Steve Lacy. », Libération,‎ 20 septembre 2002 (lire en ligne).
- Serge Loupien, « Le free jazz perd le souffle Steve Lacy », Libération,‎ 7 juin 2004 (lire en ligne).
- Sylvain Siclier, « Steve Lacy : le « spécialiste » du saxophone soprano », Le Monde,‎ 8 juin 2004.
- Richard Robert, « Steve Lacy - Five the way », Les Inrockuptibles,‎ 30 août 2004 (lire en ligne).
- Guillaume Belhomme, « Steve Lacy - Recessional (for Oliver Johnson) », Les Inrockuptibles,‎ 31 mai 2007 (lire en ligne).

### Sources Web
- Article Lacy Steve (1934 - 2004), dans l’encyclopédie Universalis.
- Article Steven Lackritz, dit Steve Lacy, dans l'encyclopédie Larousse.
- (en) Biographie de Steve Lacy sur AllMusic.
- (en) Site senators.free.fr.